# Oraio (Xanthi)
Oraio (sau Oreo) este o așezare din Prefectura Xanthi cu o populație în 2021 de 499 de locuitori și aflat la o altitudine de 620 m. 

## Informații generale
Oraio se află în apropierea graniței dintre Grecia și Bulgaria și este construit pe versanții sudici ai lanțului muntos Koula la o altitudine de 620 de metri. Din punct de vedere cultural, Oraio aparține satelor din Pomakochoria iar în limba pomacă se numește Selo. În Grecia limba pomacă este considerată un dialect al limbii bulgare. În timpul Imperiului Otoman s-a numit Kıșlalar sau Yasora. Populația sa la recensământul din 2011 era de 576 de locuitori.
Soția lui Tom Hanks și vedeta de la Hollywood, Rita Wilson, este originară din Oraio. Tatăl ei, Alan Wilson, cunoscut anterior ca Hassan Khalil Ibrahim, mai târziu Ibrahimov, s-a născut în micul sat Rema de lângă Oraio, apoi a plecat în SUA.
În Oraio există unele atracții turistice precum cetatea Grandiste și „Podul Papas” de lângă Rema unde se află tradiționala moară de apă a lui Halil . Podul Papas și Podul Remmas au fost desemnate ca monumente conservate istoric.